# 399565 Devenyanna
399565 Devenyanna este o planetă minoră (asteroid) din centura de asteroizi. A fost descoperită pe 20 septembrie 2003 la Piszkéstetői Obszervatórium⁠(d) de  și a fost numită după Dévény Anna⁠(d). 
Obiectul prezintă o orbită caracterizată de o semiaxă mare de 2,4141914132851 UAi, o excentricitate de 0,14174176580803, o înclinație de 6,3878032755846 ° în raport cu ecliptica.